# Marcos (usurpador)
Marcos (? - 406) fue un emperador romano usurpador durante unas semanas del otoño de 406 en Britania. 

## Biografía
Era soldado en Britania hasta que fue proclamado emperador por el ejército en 406. Su ascenso al poder pudo deberse a una enérgica reacción frente a las incursiones en aumento en un momento en que el imperio retiraba a tropas de sus provincias distantes como Britania. Había pocas tropas capaces de defender Britania en ese entonces, que debían rechazar las incursiones irlandesas. Las tropas locales, con vínculos familiares en las tierras que protegían, probablemente se opusieron a ser destinadas a Italia. La coronación de Marcos pudo haber sido un resultado de esto o de alguna otra crisis sin registrar.
Todo lo que se sabe de su reinado es que no satisfizo al ejército, y pronto fue asesinado y substituido por otro usurpador de breve duración, Graciano.